# Clevelandia ios
Clevelandia ios és una espècie de peix de la família dels gòbids i de l'ordre dels perciformes.

## Morfologia
- Els mascles poden assolir 6,4 cm de longitud total.[1][2]

## Depredadors
Als Estats Units és depredat per Leptocottus armatus.

## Hàbitat
És un peix de clima subtropical i demersal.

## Distribució geogràfica
Es troba des de la Colúmbia Britànica (el Canadà) fins a la Baixa Califòrnia (Mèxic).

## Observacions
És inofensiu per als humans.